# Andrzej Hałasiewicz
Andrzej Hałasiewicz (ur. 20 sierpnia 1956) – polski socjolog, dyplomata, Stały Przedstawiciel RP przy FAO.

## Życiorys
W 1996 uzyskał na Uniwersytecie Mikołaja Kopernika w Toruniu stopień doktora nauk humanistycznych w zakresie socjologii wsi na podstawie napisanej pod kierunkiem Andrzeja Kalety dysertacji Wiejskie gospodarstwo domowe jako przedmiot i podmiot nieformalnej aktywności zawodowej.
W 1987 rozpoczął pracę na Uniwersytecie Mikołaja Kopernika w Toruniu, w Zakładzie Socjologii Obszarów Rustykalnych Instytutu Socjologii. W późniejszym okresie związany zawodowo z Fundacją Programów Pomocy Dla Rolnictwa (jako zastępca dyrektora)
W latach 90. był dyrektorem departamentu w Ministerstwie Rolnictwa i Gospodarki Żywnościowej. W latach 1999–2005 kierował programem aktywizacji obszarów wiejskich realizowanym rząd RP i Bank Światowy. Następnie był zastępcą dyrektora Fundacji Programów Pomocy dla Rolnictwa FAPA (2005–2011), koordynatorem Krajowego Programu Rozwoju Wsi w Ministerstwie Rolnictwa i Rozwoju Wsi (2007–2015) oraz ekspertem w Kancelarii Prezydenta RP (2011–2013). W latach 2014–2016 był Stałym Przedstawicielem RP przy Organizacji Narodów Zjednoczonych do spraw Wyżywienia i Rolnictwa w Rzymie. Członek Rady Zarządzającej Światowego Programu Żywnościowego w Rzymie (2015–2016) oraz Komitetu Programowego FAO (2015–2017).
Członek rady (w tym jej przewodniczący) Fundacji na rzecz Rozwoju Polskiego Rolnictwa.